# Reggenza di Gunung Mas
La reggenza di Gunung Mas (in indonesiano: Kabupaten Gunung Mas) è una reggenza dell'Indonesia, situata nella provincia di Kalimantan Centrale.